# نبایاس
نبایاس (به اسپانیایی: Novallas) یک دهستان در اسپانیا است که در استان ساراگوسا واقع شده‌است. نبایاس ۱۱ کیلومتر مربع مساحت و ۸۰۷ نفر جمعیت دارد و ۴۲۵ متر بالاتر از سطح دریا واقع شده‌است.